# ソユーズT-12
ソユーズT-12は、宇宙ステーションサリュート7号への7度目の往来である。

## 乗組員
打上げ時：
- ウラジミール・ジャニベコフ(4)
- スベトラーナ・サビツカヤ(2)
- イゴール・ボルク(1)

### 交代要員
- ウラジーミル・ヴァシューチン
- エカテリーナ・イワノワ
- ビクトール・サビニャク

## ミッションハイライト
ソユーズT-12は、サリュート7号への7回目の往来である。
ボルクはブランプログラムのパイロットだった。
7月25日、ジャニベコフとサビツカヤは、3時間30分の宇宙遊泳を行ない、URI多機能ツールを試験した。サビツカヤは、女性として史上初めての宇宙遊泳だった。彼らは金属のサンプルに切断、溶接、はんだ付け、塗装を行なった。この期間は6人の宇宙飛行士がサリュート7号に滞在して共鳴の試験やステーション内の空気のサンプルの収集を行なった。